# Raoul Esseboom
Raoul Esseboom (Amsterdam, 9 november 1992) is een Nederlands-Surinaams voormalig voetballer die doorgaans speelde als centrale verdediger. Tussen 2012 en 2023 was hij actief voor FC Volendam en VV Katwijk. 

## Clubcarrière
Esseboom speelde tot 2011 voor VV Young Boys en stapte vervolgens over naar PSV. Daar kwam hij in het seizoen 2011/12 enkel tot minuten in het tweede elftal en hij besloot te verkassen naar FC Volendam. Bij Volendam speelde Esseboom ook een jaar bij het beloftenteam, maar daarna stroomde hij door tot het eerste elftal. Op 20 oktober 2013 debuteerde hij, toen er met 4–2 werd gewonnen van Jong FC Twente. Hij begon als wisselspeler, maar hij viel vijf minuten voor tijd in voor Tom Overtoom. Het bleef echter voornamelijk bij invalbeurten en Esseboom wist zich nooit echt in de basis te spelen. Aan het einde van het seizoen 2016/17 werd zijn aflopende contract niet verlengd. Esseboom liep vervolgens zonder succes stage bij onder meer AFC Wimbledon, waarna hij in augustus 2017 bij amateurvereniging VV Katwijk aansloot. In november 2017 verlengde hij zijn contract met twee seizoenen. Met Katwijk werd Esseboom in 2018, 2022 en 2023 kampioen van de Tweede divisie. Na afloop van het seizoen 2022/23 hing hij zijn voetbalschoenen aan de wilgen, om meer tijd vrij te maken voor zijn eigen onderneming.

## Clubstatistieken in het betaalde voetbal
| Seizoen | Club        | Competitie     | Competitie | Competitie | Beker | Beker | Nacompetitie | Nacompetitie | Totaal | Totaal |
| Seizoen | Club        | Competitie     | Wed.       | Dlp.       | Wed.  | Dlp.  | Wed.         | Dlp.         | Wed.   | Dlp.   |
| ------- | ----------- | -------------- | ---------- | ---------- | ----- | ----- | ------------ | ------------ | ------ | ------ |
| 2013/14 | FC Volendam | Eerste divisie | 9          | 0          | 1     | 0     | —            | —            | 10     | 0      |
| 2014/15 | FC Volendam | Eerste divisie | 15         | 0          | 3     | 0     | —            | —            | 18     | 0      |
| 2015/16 | FC Volendam | Eerste divisie | 16         | 1          | 0     | 0     | 1            | 0            | 17     | 1      |
| 2016/17 | FC Volendam | Eerste divisie | 12         | 0          | 0     | 0     | 1            | 0            | 13     | 0      |
| Totaal  | Totaal      | Totaal         | 52         | 1          | 4     | 0     | 2            | 0            | 58     | 1      |